# یوسف شیبو
یوسف شیبو (عربی: یوسف شیبو؛ زادهٔ ۱۰ مهٔ ۱۹۷۳) یک بازیکن فوتبال اهل مراکش است.
وی همچنین در تیم ملی فوتبال مراکش بازی کرده‌است.